# Dobsonia beauforti
Dobsonia beauforti é uma espécie de morcego da família Pteropodidae. Endêmica da Indonésia, pode ser encontranas nas ilhas de Raja Ampat (Batanta, Gebe, Salawati, Gag, Waigeo (possivelmente Misool)), e nas ilhas de Biak e Supiori (incluindo Owi) na baía de Geelvinck.